# Castilleja indivisa
Castilleja indivisa är en snyltrotsväxtart som beskrevs av Georg George Engelmann. Castilleja indivisa ingår i släktet målarborstar, och familjen snyltrotsväxter. Inga underarter finns listade i Catalogue of Life.

## Bildgalleri

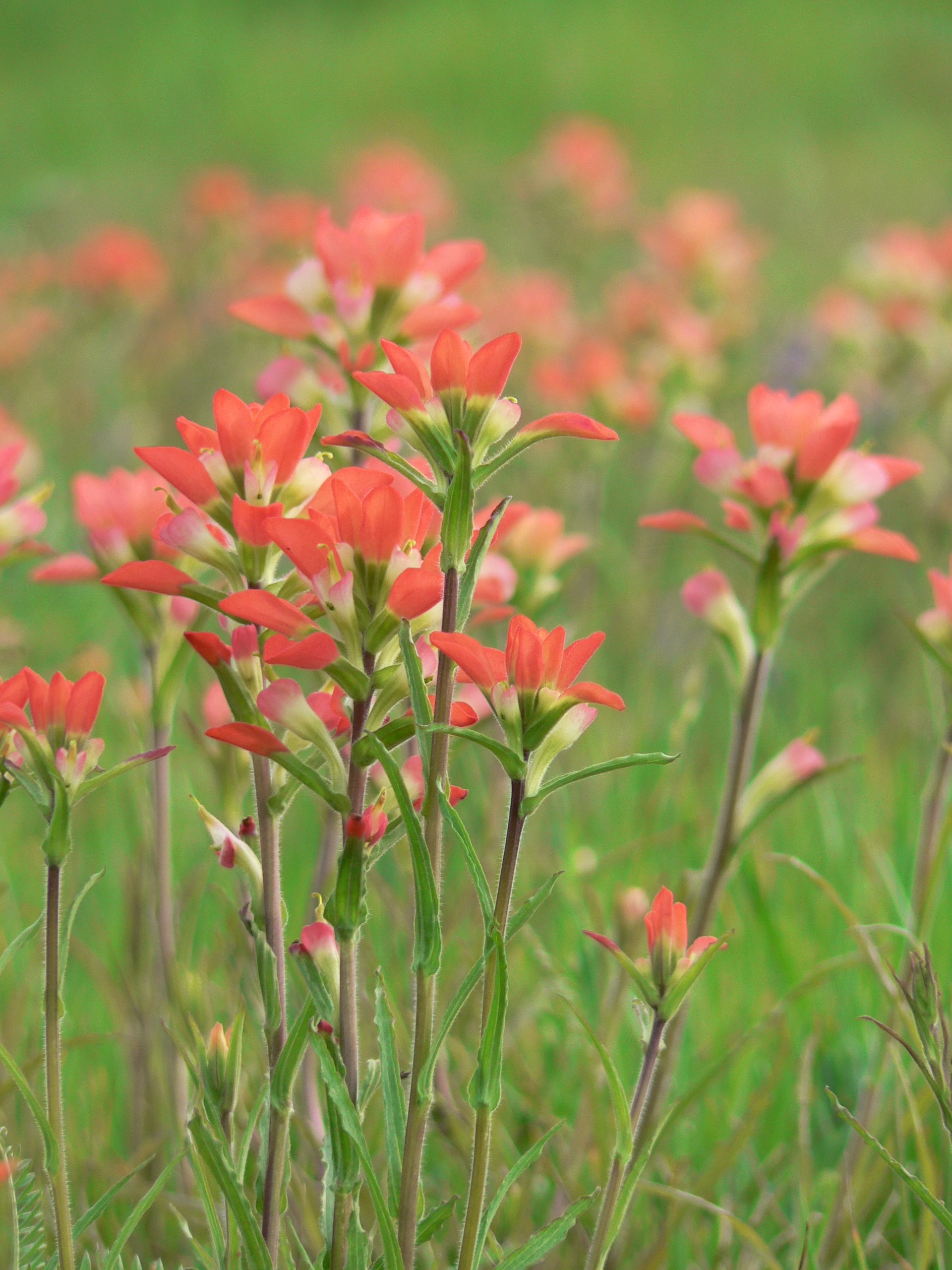
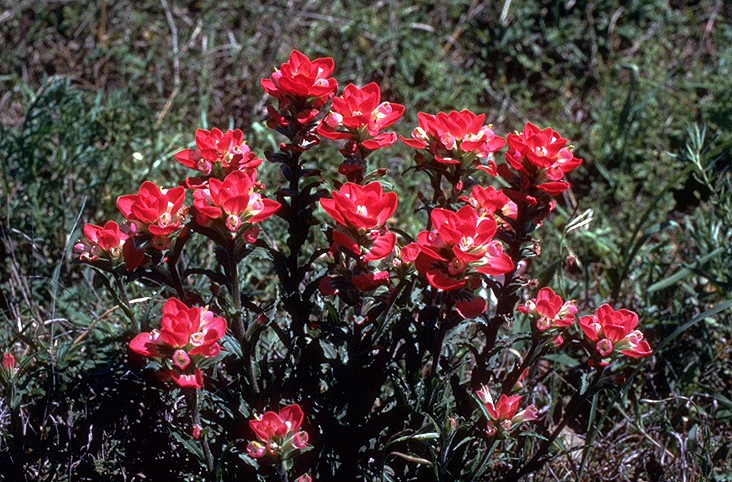
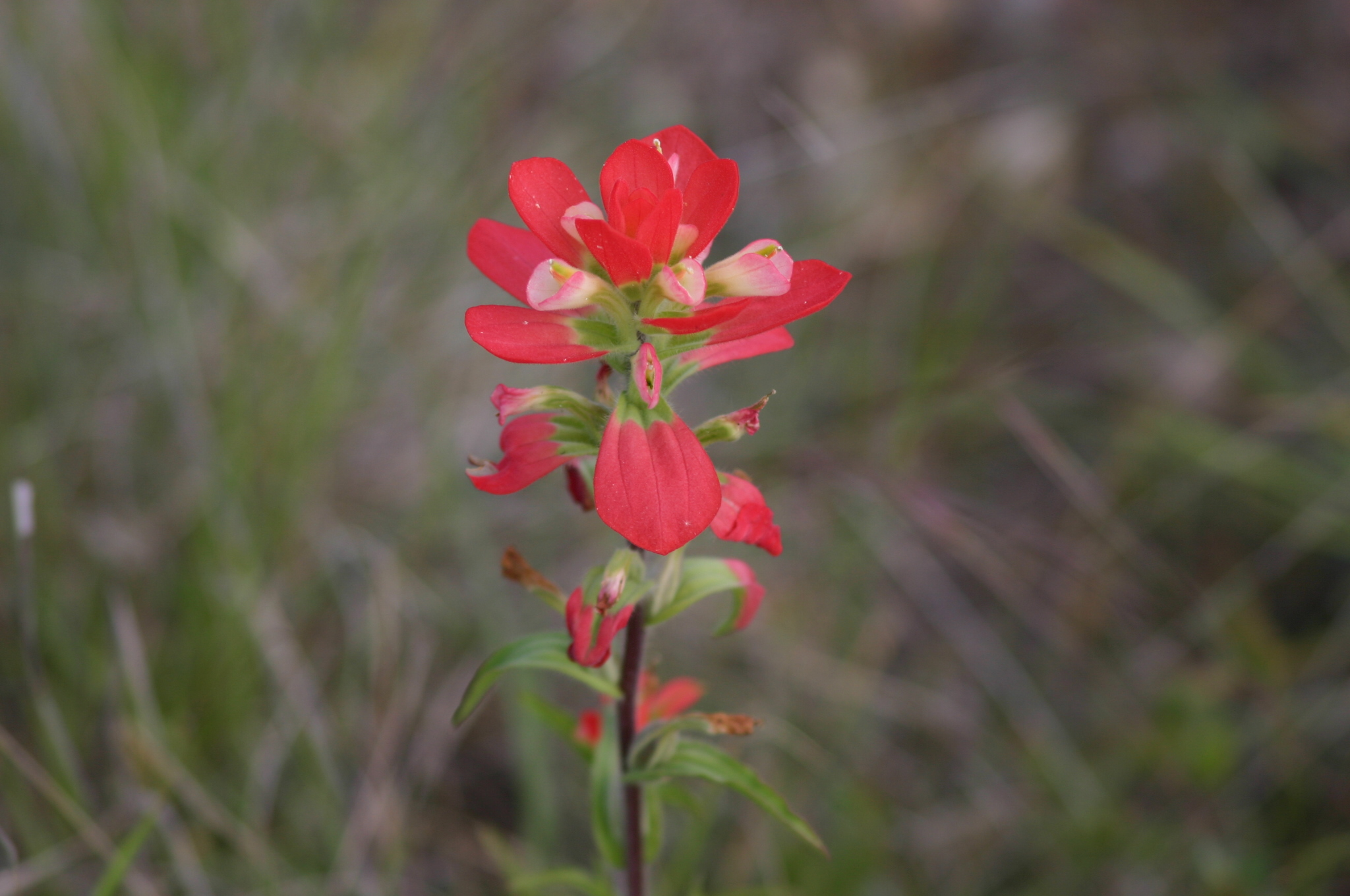
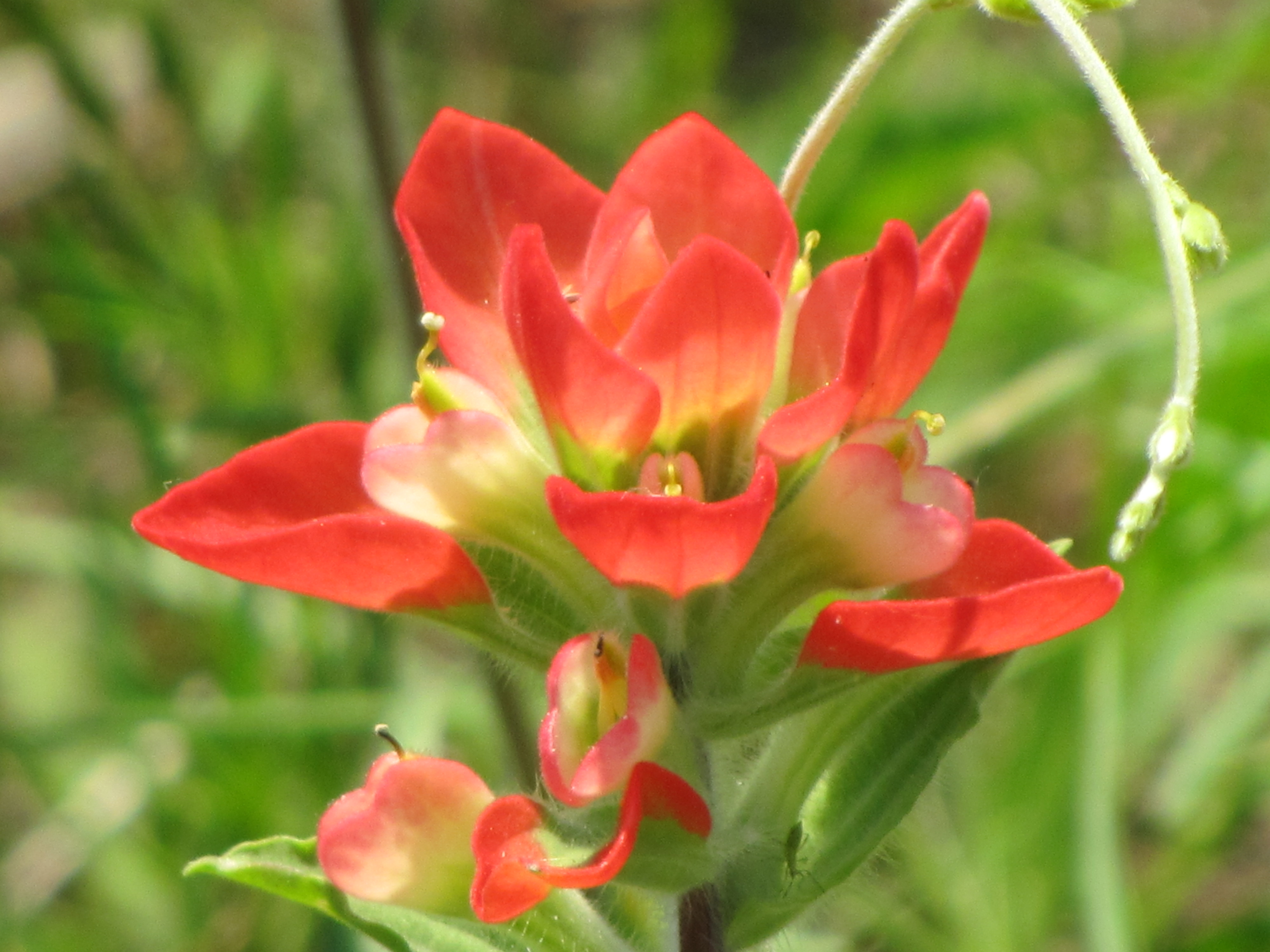
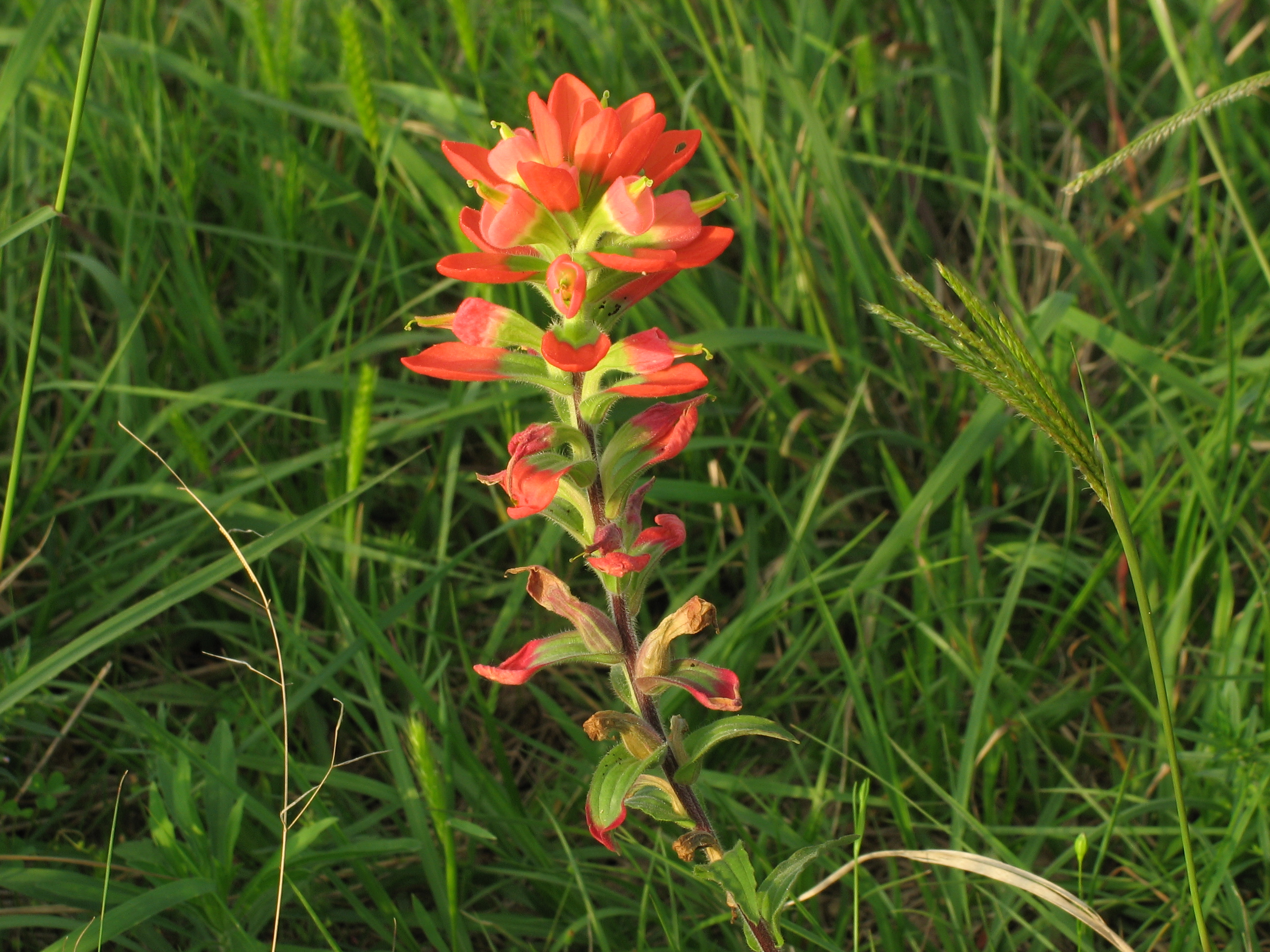
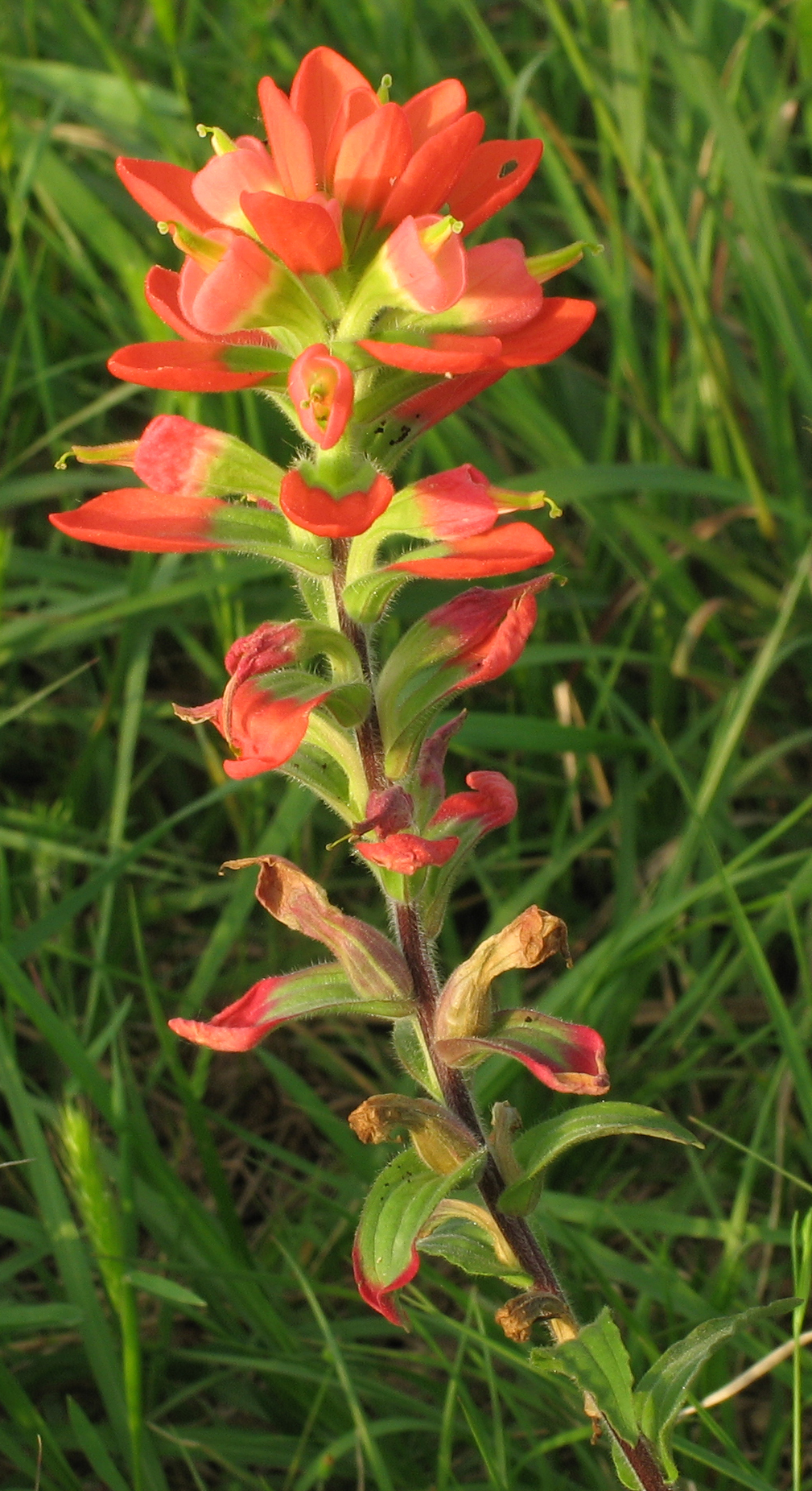